# Lucas Rodríguez (ur. 1997)
Lucas Ariel „Titi” Rodríguez (ur. 27 kwietnia 1997 w Berazategui) – argentyński piłkarz występujący na pozycji skrzydłowego lub ofensywnego pomocnika, od 2024 roku zawodnik meksykańskiego Querétaro.